# 丹尼爾·瓊斯 (足球運動員)
丹尼爾·瓊斯（英語：Daniel Jones；1986年12月23日—）是一位愛爾蘭足球運動員。在場上的位置是左後衛或左邊鋒。他現在效力於英格蘭足球乙級聯賽球隊諾士郡足球俱樂部。